# Akhourian
L'Akhourian (en arménien : Ախուրյան, en turc : Arpaçay) est un cours d'eau de Transcaucasie dont la source est située en Arménie (lac Arpi). C'est un affluent de l'Araxe donc un sous-affluent du fleuve la Koura.

## Géographie
S'écoulant vers le sud, il forme alors la frontière avec la Turquie avant de se jeter dans l'Araxe à hauteur de Bagaran. Il parcourt 186 km et draine une surface de 9 500 km2. Sur la frontière avec la Turquie la rivière est coupée par le barrage d'Arpaçay qui a permis la création du réservoir d'Akhourian. Plus en amont, dans l'angle nord-ouest du territoire arménien, un autre lac de retenue a été créé à partir d'un lac naturel, le lac Arpi.
Sur son cours sont situées plusieurs capitales historiques de l'Arménie, Ani, Bagaran, Ervandachat et Yerazgavors, ainsi que Gyumri, la deuxième ville de l'Arménie moderne.